# Northrop F-15 Reporter
Northrop F-15 Reporter byl americký neozbrojený fotoprůzkumný letoun vyvinutý firmou Northrop pro United States Army Air Forces v době druhé světové války z nočního stíhacího P-61 Black Widow. Po vzniku samostatného Letectva Spojených států amerických mu bylo v roce 1948 přiděleno typové označení RF-61C.

## Vznik a vývoj
Průzkumný stroj Northrop F-15 Reporter začal vznikat po objednávce 320 kusů dálkové průzkumné verze dvoutrupého stíhacího letounu P-61 ze strany United States Army Air Forces v červnu roku 1945. První prototyp, vzniklý přestavbou prototypu XP-61E, vzlétl 3. července 1945. Uspořádání stroje navazovalo na prototypy varianty P-61E, lišící se od sériových P-61 především novou nižší trupovou gondolou, v níž seděli dva členové posádky v kokpitu tandemového uspořádání pod společným odsuvným kapkovitým překrytem, namísto samostatných stupněných kabin pilota a operátora radaru u nočních stíhacích variant stroje. Další modifikace spočívala v nově zkonstruované příďové části, v níž byly umístěny fotografické kamery. Výroba probíhala za použití nevyužitých dílů z připravované produkce varianty P-61C, mimo brzdících štítů na křídle, u průzkumného stroje nepotřebných. Subdodavatelem průzkumných přídí byla firma Hughes Tool Company.

## Nasazení

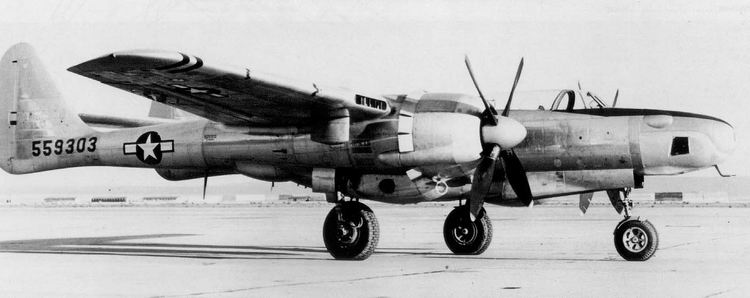
F-15A

Vzhledem ke skončení války bylo nakonec postaveno jen 36 kusů typu, z nichž devět bylo uloženo jako rezervní, a 27 se stalo výzbrojí 8. fotoprůzkumné peruti USAAF, operující ze základny Johnson AB v Japonsku. Zde se tato jednotka podílela na pořizování leteckých snímků pro potřeby mapování nejen Japonska, ale i Koreje, Filipín a dalších území do konce druhé světové války okupovaných Japonským císařstvím. Pět strojů detašovaných na filipínskou základnu Clark Field se podílelo na mapování trasy Bataanského pochodu smrti jako součást získávání důkazního materiálu pro Tokijský proces s japonskými válečnými zločinci. Typ byl vyřazen ze služby v dubnu 1949.

## Uživatelé
- Spojené státy americké
  - United States Army Air Forces
  - Letectvo Spojených států amerických

## Specifikace
Údaje podle tabulky výkonů v publikaci Northrop P-61 Black Widow

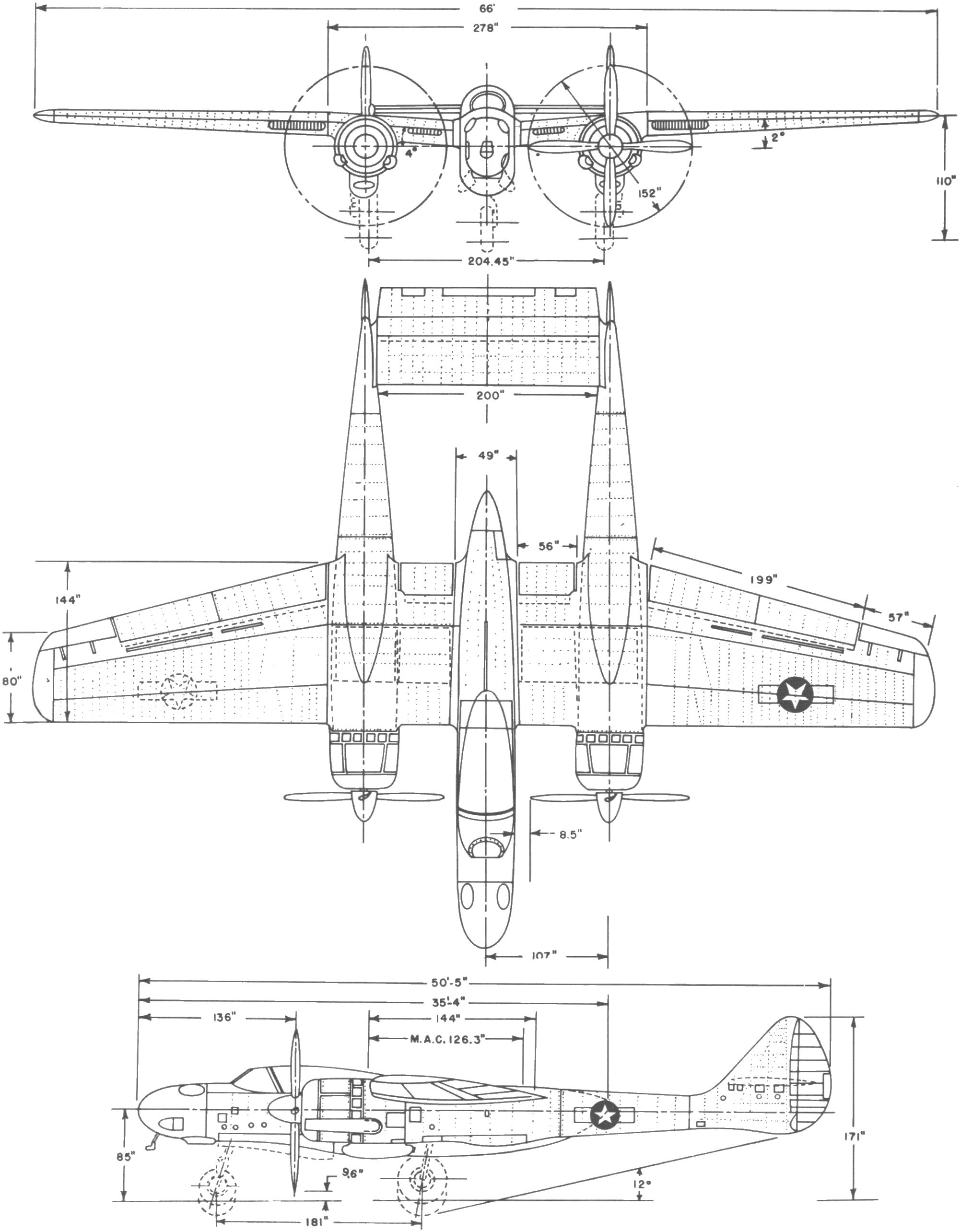
Northrop F-15 Reporter

### Technické údaje
- Posádka: 2
- Délka: 15,37 m
- Rozpětí: 20,12 m
- Výška: 4,32 m
- Nosná plocha: 61,68 m²
- Prázdná hmotnost: 9 693 kg
- Vzletová hmotnost: 14 607 kg (78 000 lb)
- Pohonná jednotka: 2 × dvouhvězdicový motor Pratt & Whitney R-2800-73
- Výkon pohonné jednotky: 2 800 k

### Výkony
- Maximální rychlost: 708 km/h
- Dolet: 6 440 km (bez přídavných nádrží)
- Dostup: 12 500 m